# بوريس مونيوث
بوريس مونيوث (بالإسبانية: Boris Muñoz)‏ هو صحفي فنزويلي، ولد في 21 مايو 1969.